# Municipio de Westfield (Minnesota)
El municipio de Westfield (en inglés, Westfield Township) es un municipio del condado de Dodge, Minnesota, Estados Unidos. Tiene una población estimada, a mediados de 2023, de 425 habitantes.
Abarca una zona exclusivamente rural.

## Geografía
Está ubicado en las coordenadas 43°53′42″N 92°59′22″O / 43.89500, -92.98944 (43.89507, -92.989566). Según la Oficina del Censo, tiene una superficie total de 93.8 km², de los cuales 93.7 km² corresponden a tierra firme y 0.1 km² están cubiertos de agua.

## Demografía
Según el censo de 2020, en ese momento había 424 personas residiendo en la zona. La densidad de población era de 4.5 hab./km². El 96.93 % de los habitantes eran blancos, el 0.24 % era afroamericano, el 0.24 % era amerindio, el 0.94 % eran de otras razas y el 1.65 % eran de una mezcla de razas. Del total de la población, el 1.18 % eran hispanos o latinos de cualquier raza.